# Plumularia acutifrons
Plumularia acutifrons is een hydroïdpoliep uit de familie Plumulariidae. De poliep komt uit het geslacht Plumularia. Plumularia acutifrons werd in 1938 voor het eerst wetenschappelijk beschreven door Fraser. 